# Aşağımusalar, Dursunbey
Aşağımusalar là một xã thuộc huyện Dursunbey, tỉnh Balıkesir, Thổ Nhĩ Kỳ. Dân số thời điểm năm 2010 là 330 người.